# Miklós Horthy
Miklós Horthy (ungerska vitéz Nagybányai Horthy Miklós, tyska Nikolaus Horthy von Nagybánya), född 18 juni 1868 i Kenderes i Jász-Nagykun-Szolnok län i Österrike-Ungern, död 9 februari 1957 i Estoril, Portugal, var en österrikisk-ungersk sjöofficer, ungersk politiker och militär. Han var Ungerns statschef från 1920 till 1944.

## Biografi

### Bakgrund
Miklós Horthy föddes 1868. Han inträdde efter studier vid sjöstridsskolan i Fiume i den österrikisk-ungerska flottan. Under första världskriget utmärkte han sig som befälhavare på kryssaren Novara, i synnerhet genom anfallet på Otranto maj 1917, där han, efter att ha visat prov på stort personligt mod, blev sårad. 1918 blev han konteramiral och kort före fredsslutet högste befälhavare för österrikisk-ungerska flottan.

### Ungerns riksföreståndare
Efter Österrike-Ungerns sammanbrott och utropandet av den ungerska rådsrepubliken samlade Horthy de kontrarevolutionära trupperna – huvudsakligen från sydöstra Ungern. Han var krigsminister i "Andra Szegedregeringen" och dessutom befälhavare för den nyupprättande nationalarmén. Han tågade november 1919 med denna in i Budapest efter de rumänska ockupationstruppernas avtåg. Horthy övertog därefter högsta armébefälet och valdes 1 mars 1920 till riksföreståndare i Ungern.
Som riksföreståndare blev han tvungen att godta freden i Trianon 1920. Detta avslutade formellt första världskriget för Ungerns del, och fördraget stipulerade att Ungern fick avträda två tredjedelar av sitt territorium.
Exkonung Karls upprepade försök att återvinna den ungerska kronan satte Horthy i en svår ställning mellan de ungerska legitimisternas och ententens krav. Vid Karls sista besök utlämnade Horthy honom dock till ententemakterna. Problemet försvann efter Karls död.
Av revanschistiska skäl kom Ungern att under andra världskriget sluta upp på Tysklands sida. När Horthy 1944 hade försökt initiera en brytning med Tyskland, för att rädda sitt land från nederlag och sovjetisk ockupation, avlägsnades han under Operation Panzerfaust från makten av tyskarna. Dessa placerade istället pilkorsaren Ferenc Szálasi i rollen som Ungerns ledare.

### Senare år
De sista åren av sitt liv kom Horthy att tillbringa i exil i Portugal. Under denna tid gav han bland annat sitt godkännande till att revitalisera den 1920 instiftade statsorden Vitézi Rend (Vitézorden). Miklós Horthy var gift med Magdolna Purgly. Han avled 1957 i exilen i Estoril.

## Utmärkelser
- Storkorset med kedja av Finlands Vita Ros orden,  15 maj 1931[3]
- Storkors med kedja av Karl III:s orden,  1942[4]
- Frälsarens orden
- Karltruppkorset
- Sankt Stefansorden
- Järnkroneorden
- Erinnerungskreuz 1912/13
- Stora ordensbandet av Krysantemumorden
- Storkorsriddare av Italienska kronorden
- Gyllene sporrens orden
- Maria-Teresiaorden
- Riddare av Annunziataorden
- Storkorsriddare av Sankt Mauritius och Sankt Lazarusorden
- Gallipoli-stjärnan
- Vita örnens orden
- Ungerska förtjänstorden
- Örnkorsets orden
- Vita stjärnans orden
- Estniska Röda korsets orden
- Karl III:s orden
- Sankt Olavs orden
- Vinterkrigets minnesmedalj[5]
- Tre Stjärnors orden
- Krysantemumorden
- Röda örns orden
- Kung Zvonimirs kronorden
- Militärförtjänstkorset
- Finlands Vita Ros orden
- Danilo I:s orden
- Chilenska förtjänstorden
- Första graden av Danilo I:s orden
- Järnkorset av 2:a klassen
- Järnkorset av 1:a klass
- Tyska örnens orden
- Svarta örns orden
- Andra klassen av Röda örns orden
- Riddarkorset av Järnkorset
- 1:a graden av Örnkorsets orden
- Tre Stjärnors orden, första klass
- Frihetskorset (Estland)
- Vita stjärnans orden, kedjegrad
- Första klass av Estniska Röda korsets orden
- Muhammed Ali-orden
- Riddare med storkors av Maria-Teresiaorden
- Vitézorden
- Storkors av Sankt Olavs orden
- Storkors av Frälsarens orden
- Sankt Kyrillos och Sankt Methodios orden
- Mikaelsorden
- Militärförtjänstkorset 3:e klass
- Karageorgevitjs stjärnas orden
- Elefantorden
- Storkors med kedja av Ungerska förtjänstorden
- Kungliga Serafimerorden
- Järnkroneorden
- Storkors av Sankt Stefansorden
- Vita elefantens orden

[Redigera Wikidata]